# Angelo Cybo
Angelo Cybo (Gênova, primeira metade do século XIV – Local desconhecido, antes de outubro de 1404) foi um cardeal genovês da Igreja Católica pertencente à família Cybo. 

## Biografia
Era irmão do cardeal Leonardo Cybo. Foi criado cardeal pelo Papa Bonifácio IX no Consistório de 27 de fevereiro de 1402, recebendo o título de cardeal-diácono de Santos Silvestre e Martinho nos Montes.
Morreu antes de outubro de 1404, pois não consta qualquer informação no Conclave de 1404 sobre este cardeal.